# Karin Gregorek
Karin Gregorek (* 26. September 1941 in Wendorf; † 22. April 2023 in Berlin) war eine deutsche Schauspielerin und Theaterregisseurin. Ihre Laufbahn begann sie 1963 als Theaterschauspielerin. Ab 1969 wirkte sie in Film- und Fernsehproduktionen der DEFA und des DFF, wie in Leben mit Uwe und Einer trage des anderen Last …. Einem breiten gesamtdeutschen Publikum wurde sie vor allem als Nonne Felicitas Meier in der ARD-Fernsehserie Um Himmels Willen bekannt.

## Leben

### Ausbildung und Privates
Karin Gregorek wurde 1941 in der Nähe von Crivitz als Tochter einer polnischen Schnitterin geboren und wuchs bei ihrer Mutter auf. Als sie mit einer Freundin zum Vorsprechen an die Staatliche Schauspielschule Berlin-Niederschöneweide ging, wurde nur sie angenommen. Danach absolvierte sie dort von 1961 bis 1963 eine Schauspielausbildung. Gregorek hatte viele Jahre einen Lebensgefährten. Sie starb im April 2023 im Alter von 81 Jahren in Berlin. Ihre Grabstätte befindet sich auf dem Friedhof II der Französisch-Reformierten Gemeinde (Feld B-33-16) in Berlin-Mitte.

### Theater
Im Anschluss an ihre Schauspielausbildung stand Gregorek von 1963 bis 1965 am Landestheater Altenburg und 1965/66 am Anhaltischen Theater in Dessau sowie 1966 bis 1969 an den Städtischen Bühnen Erfurt auf der Bühne. Zu ihren Rollen gehörten Elisabeth in Don Karlos, Ophelia in Hamlet, Cressida in Troilus und Cressida, Polly in Die Dreigroschenoper und Uschi in der Uraufführung von Morgen kommt der Schornsteinfeger von Claus Hammel.
Im November 1969 übernahm sie in Berlin am Maxim-Gorki-Theater unter Regisseur Hans-Georg Simmgen die Titelrolle der Regina B. in dem gleichnamigen Theaterstück von Siegfried Pfaff. Hier spielte sie bis 1993 unter anderem Lisa in Wassa Schelesnowa, Karoline in Kasimir und Karoline und 1972 Franziska in Minna von Barnhelm (mit Jutta Hoffmann in der Titelrolle). Daneben wirkte sie in zahlreichen Inszenierungen von Dramen des Dichters Peter Hacks, wie 1975 als Rosvitha in der Uraufführung von Rosi träumt oder 1976 als die Frau von Stein in der zweiten Uraufführung des Einpersonenstücks Ein Gespräch im Hause Stein über den abwesenden Herrn von Goethe. Gregorek arbeitete auch als Theaterregisseurin, u. a. inszenierte sie Hacks’ Armer Ritter am Maxim-Gorki-Theater.

### Film und Fernsehen
Ihr Filmdebüt gab Gregorek 1963 in Slatan Dudows Filmdrama Christine und in dem Stacheltier-Kurzfilm Unglaublich. Ab 1969 wirkte sie kontinuierlich in Film- und Fernsehproduktionen der DEFA und des DFF. Sie wurde vorwiegend in prägnanten, kleineren Rollen in Gegenwartsfilmen besetzt, wo sie selbstständige, selbstbewusste Frauen darstellte. Wiederkehrend arbeitete sie dafür mit dem Regisseur Lothar Warneke zusammen, so u. a. 1974 für die DEFA-Produktion Leben mit Uwe, wo sie die Schwester der von Eberhard Esche dargestellten Titelrolle spielte. 1977 spielte sie neben dem Kinderdarsteller Lars Herrmann die Hauptrolle des Fräulein Pittuhn in Hans Kratzerts Kinderfilm Ottokar der Weltverbesserer. Für ihre Rolle der Oberschwester Walburga in Warnekes Einer trage des anderen Last … erhielt sie beim Nationalen Spielfilmfestival der DDR 1988 den Preis in der Kategorie „Beste Nebendarstellerin“ und den Kunstpreis des Freien Deutschen Gewerkschaftsbundes.
Im wiedervereinigten Deutschland konnte Gregorek an ihre Laufbahn in der DDR anknüpfen und wurde wiederholt in festen Serienrollen besetzt. 1995 und 1996 gehörte sie in der 26-teiligen ARD-Krimiserie Zappek mit Uwe Kockisch in der Titelrolle als Frau Verheugen zur Stammbesetzung. Von 1997 bis 1999 spielte sie an der Seite von Eberhard Esche in der MDR-Comedyserie Mama ist unmöglich die Nachbarin Gundula Wawczinek. Von 2001 bis zur Einstellung der Serie 2021 übernahm sie als Klosterschwester Sr. Felicitas Meier in der ARD-Dienstagsserie Um Himmels Willen u. a. neben Fritz Wepper, Janina Hartwig und Emanuela von Frankenberg eine der Serienhauptrollen. Ende 2018 stand sie als Bankkundin Frau Zichmund in Marc-Andreas Bocherts Weihnachtsfilm Stenzels Bescherung für ihre letzte Filmrolle vor der Kamera.

## Filmografie

### Kino
- 1963: Christine
- 1963: Das Stacheltier: Unglaublich
- 1969: Zeit zu leben
- 1970: Dr. med. Sommer II
- 1970: Mein lieber Robinson
- 1972: Leichensache Zernik
- 1974: Leben mit Uwe
- 1974: Johannes Kepler
- 1975: Ikarus
- 1975: Eine Pyramide für mich
- 1976: Mann gegen Mann
- 1977: Ottokar der Weltverbesserer
- 1977: Die Flucht
- 1978: Einer muß die Leiche sein
- 1978: Brandstellen
- 1979: Addio, piccola mia
- 1979: Trini
- 1980: Die Verlobte
- 1982: Dein unbekannter Bruder
- 1985: Ete und Ali
- 1985: Die Gänse von Bützow
- 1987: Einer trage des anderen Last …
- 1989: Die Beteiligten
- 1990: Verbotene Liebe
- 1991: Das Mädchen aus dem Fahrstuhl
- 1992: Miraculi
- 1992: Jana und Jan
- 1993: Die Wildnis
- 1998: 23 – Nichts ist so wie es scheint
- 1999: Bis zum Horizont und weiter
- 1999: Grüne Wüste

### Fernsehen

#### Fernsehfilme
- 1971: Martin Kessler
- 1972: Gemischtes Doppel
- 1973: Wann kommt Ehrlicher?
- 1974: Maria
- 1974: Die Katzen meiner Brüder
- 1974: Warum kann ich nicht artig sein
- 1975: Der arme Reiche, Hubert B.
- 1976: Die Entführung
- 1979: Die Birke da oben
- 1979: Ein Gespräch im Hause Stein über den abwesenden Herrn von Goethe
- 1981: Verflucht und geliebt (Fernsehen, 5 Teile)
- 1981: Musen
- 1987: Sansibar oder Der letzte Grund
- 1988: Jeder träumt von einem Pferd
- 1989: Immensee
- 1990: Der zerbrochne Krug
- 1991: Jugend ohne Gott
- 1991: Die kriegerischen Abenteuer eines Friedfertigen
- 2005: Eine Prinzessin zum Verlieben
- 2005: Ein Luftikus zum Verlieben
- 2007: Krauses Fest
- 2019: Stenzels Bescherung

#### Fernsehserien und -reihen
- 1970: Der Staatsanwalt hat das Wort: Außenseiter
- 1975: Polizeiruf 110: Ein Fall ohne Zeugen
- 1976: Polizeiruf 110: Vorurteil?
- 1979: Polizeiruf 110: Tödliche Illusion
- 1988: Polizeiruf 110: Amoklauf
- 1993: Unser Lehrer Doktor Specht (2 Folgen)
- 1994: Liebling Kreuzberg (Folge Widerstand und so weiter)
- 1995: Salto Postale (2 Folgen)
- 1995–1996: Zappek (26 Folgen)
- 1997–1999: Mama ist unmöglich (17 Folgen)
- 1998–2002: Tierarzt Dr. Engel (42 Folgen)
- 2001: In aller Freundschaft (Folge 109 Adel verpflichtet)
- 2002–2021: Um Himmels Willen (TV-Serie)
- 2002 Unser Charly
- 2002: Tatort: Zahltag
- 2002: Wie erziehe ich meine Eltern? (Folge Oma-Opa-Sitter gesucht!)
- 2003: Der Bulle von Tölz: Berliner Luft
- 2006: Pfarrer Braun: Drei Särge und ein Baby
- 2006: Tatort: Blutschrift
- 2008: Um Himmels Willen – Weihnachten in Kaltenthal
- 2010: Um Himmels Willen – Weihnachten unter Palmen
- 2012: Um Himmels Willen – Mission unmöglich
- 2014: Um Himmels Willen – Das Wunder von Fatima

## Theater (Auswahl)

### Als Schauspielerin
Städtische Bühnen Erfurt
- 1966: Tirso de Molina: Don Gil von den grünen Hosen (Donna Juana, Tochter des Don Diego) – Regie: Andreas Scheinert
- 1966: Gerhart Hauptmann: Die Ratten (Selma Knobbe) – Regie: Wolf-Dietrich Köllner
- 1967: Claus Hammel: Ein Yankee an König Artus’ Hof (Alisande) – Regie: Dieter Wardetzky (Uraufführung)
- 1967: Werner Heiduczek: Jule findet Freunde (junge Frau) – Regie: Andreas Scheinert
- 1967: Rainer Kirsch: Der Soldat und das Feuerzeug (Hexe) – Regie: Dieter Wardetzky
- 1967: Claus Hammel: Morgen kommt der Schornsteinfeger (Uschi) – Regie: Dieter Wardetzky
- 1968: Jean Baptiste Molière: George Dandin oder Der betrogene Ehemann (Angelique Dandin) – Regie: Albert R. Pasch
- 1968: William Shakespeare: Troilus und Cressida (Cressida) – Regie: Dieter Wardetzky
- 1969: Walter Hasenclever: Ein besserer Herr (Aline) – Regie: Andreas Scheinert
- 1969: Lope de Vega: Der Ritter vom Mirakel (Beatriz) – Regie: Bodo Witte

- 1972: Gotthold Ephraim Lessing: Minna von Barnhelm (Franziska) – Regie: Albert Hetterle (Maxim-Gorki-Theater Berlin)
- 1974: August Strindberg: Erik XIV (Karin Mansdotter) – Regie: Hans Dieter Mäde (Maxim-Gorki-Theater Berlin)
- 1980: Peter Hacks: Senecas Tod (Paulina) – Regie: Cox Habbema (Deutsches Theater Berlin)
- 1984: Michail Bulgakow: Die letzten Tage (Puschkin) – Regie: Friedo Solter (Theater im Palast)

### Als Regisseurin
- 1981: Peter Hacks: Armer Ritter (Maxim-Gorki-Theater Berlin)

## Hörspiele (Auswahl)
- 1972: Afanassi Salynski: Maria (Maria) – Regie: Helmut Hellstorff (Hörspiel – Rundfunk der DDR)
- 1974: Helfried Schreiter: Immer wieder (Sie) – Regie: Werner Grunow (Hörspiel – Rundfunk der DDR)
- 1976: Helmut Bez: Zwiesprache halten (Annegret) – Regie: Joachim Staritz (Hörspiel – Rundfunk der DDR)
- 1976: Günter Kunert: Ein anderer K. – Regie: Horst Liepach (Hörspiel – Rundfunk der DDR)
- 1978: Helmut Bez: Jutta oder die Kinder von Damutz – Regie: Fritz Göhler (Hörspiel – Rundfunk der DDR)
- 1978: Erich Schlossarek Der Aufschub – Regie: Christoph Schroth (Hörspiel – Rundfunk der DDR)
- 1980: Elisabeth Panknin: Prinz Rosenrot und Prinzessin Lilienweiß oder die bezauberte Lilie (Fee) – Regie: Joachim Staritz (Kinderhörspiel – Rundfunk der DDR)
- 1980: Hans Christian Andersen: Däumelinchen (Feldmaus) – Regie: Gisela Pietsch (Hörspiel – Rundfunk der DDR)
- 1982: Peter Hacks: Das Turmverlies – Geschichten von Henriette und Onkel Titus (Riesenschlange Louella) – Regie: Fritz Göhler (Kinderhörspiel – Litera)
- 1984: Brigitte Hänel: Erläutern Sie die Herstellung eines Sudes Vollbier – Regie: Horst Liepach (Hörspiel – Rundfunk der DDR)
- 1985: Wilhelm Jacoby/Carl Laufs: Pension Schöller (Josephine Krüger) – Regie: Norbert Speer (Hörspiel – Rundfunk der DDR)
- 1988: Carlos Cerda: Kein Reisender ohne Gepäck (Frau aus Oslo) – Regie: Fritz Göhler (Hörspiel – Rundfunk der DDR)
- 2001: Matthias Scheliga: Schnecks Heimweg (Oberin) – Regie: Barbara Plensat (Hörspiel – SFB/ORB)
- 2003: Dylan Thomas: Unter dem Milchwald (Miss Price) – Regie: Götz Fritsch (Hörspiel – MDR)
- 2015: Ethel Lina White: Die Wendeltreppe – Bearbeitung und Regie: Regine Ahrem (Kriminalhörspiel Kunstkopf – RBB)

## Auszeichnungen
- 1977: Kunstpreis der DDR
- 1988: Nebendarstellerpreis auf dem 5. Nationalen Spielfilmfestival der DDR für ihre Rolle in Einer trage des anderen Last …
- 1988: Kunstpreis des Freien Deutschen Gewerkschaftsbundes für ihre Rolle in Einer trage des anderen Last …